# Scorpioteleia cebes
Scorpioteleia cebes är en stekelart som först beskrevs av Nixon 1957.  Scorpioteleia cebes ingår i släktet Scorpioteleia, och familjen hyllhornsteklar. Arten är reproducerande i Sverige.